# Ptilodexia tincticornis
Ptilodexia tincticornis là một loài ruồi trong họ Tachinidae.